# 金門新頭陳氏家族
金門新頭陳氏家族，又稱長崎泰益號陳氏家族，是一個出身金門新頭地區並遷居長崎以經營貿易興盛的家族。

## 歷史
1860年代，出身金門新頭的陳國樑（1840年－1908年，又名陳發興）跟隨叔父陳達明航行學習貿易，並在長崎與陳達明、沈佛信、黃禮鏞等合資經營「泰昌號」；該商號以雜貨貿易為主要業務，又另有兼營客棧，提供福建、浙江、江蘇等地商人住宿、商業情報及貨運安排等服務。
1901年，陳國樑與兒子陳世望（1869年－1940年）在累積大量實務經驗與資本後，於長崎獨資開設「泰益號」，並延續泰昌號經營模式，從事海產、棉花等南北貨的批發銷售。
1906至1930年間，泰益號業績達到高峰，貿易地區涵蓋臺灣、中國大陸、東南亞與東北亞等地；同時，其客戶除長崎、神戶、大阪等地的日籍商人和旅日華商外，還有海參崴、釜山、天津、上海、臺北、臺南、香港、馬尼拉中國城、新加坡、檳城等地華商與臺商。
此外，陳國樑與陳世望父子經常返鄉探視親友並持續保持密切聯繫，也總是密切關注中國時勢，更積極參與長崎地區華僑事務，成為當地僑胞領導者之一。
1911年，陳世望捐助中華民國上海軍政府相關軍事費用以響應辛亥革命。
1940年代前後，泰益號受中國抗日戰爭及太平洋戰爭影響，終於宣告停業。

## 外部連結
- 檔案館裡的臺灣歷史傳奇：出身金門、征服東亞的貿易航海王| 故事 （页面存档备份，存于）
- 穿越時空尋訪長崎泰益號的大稻埕客戶| 中央研究院臺灣史研究所檔案館 （页面存档备份，存于）
- 新開放〈長崎泰益號文書〉之「臺灣商業書信」系列| 中央研究院臺灣史研究所 （页面存档备份，存于）
- 金門日報全球資訊網-僑居東洋﹕日本長崎與神戶的金門人及其會館 （页面存档备份，存于）
- 金門島研究の魅力と課題（陳来幸・貴志俊彦・川島真） - 地域研究 ... （页面存档备份，存于）（日語）